# Лугини (станція)
Лугини — проміжна залізнична станції 4 класу Коростенської дирекції залізничних перевезень Південно-Західної залізниці. Розташована на лінії Коростень — Олевськ — Сарни.
Станція знаходиться біля селища Лугини Лугинського району Житомирської області.
Розташована між роз'їздом Клочки (відстань 10 км) та станцією Кремне (відстань 10 км).
На станції роблять зупинку приміські поїзди сполученням Коростень-Олевськ.

## Історія
Залізничну станцію було відкрито 1902 року під час будівництва залізниці Київ — Ковель.
Збереглася стара будівля вокзалу початку ХХ ст.

## Розклад руху поїздів
- Розклад руху приміських поїздів
- Розклад руху приміських поїздів по ст. Лугини